# 뉘르부르크링
뉘르부르크링(Nürburgring)은 독일의 중서부 뉘르부르크(Nürburg)에 있는 장거리 서킷이다. 흔히 '모토레이싱의 성지'라 불린다.
뉘르부르크링은 크게 북쪽 서킷인 노르트슐라이페(Nordschleife)와 남쪽의 GP-슈트레케(GP-Strecke)로 이루어져 있다.
1900년대 초반에는 남쪽에 쥐트슐라이페(Südschleife)가 있었으나, 1980년대에 대대적인 보수가 이루어지면서 사라졌다.
기존에 있던 피트공간과 쥐트슐라이페의 일부분을 합쳐, 현재 남쪽 코스는 GP-슈트레케라 불린다.
고저차가 크고 노폭이 좁은데다 수많은 코너가 있어 과거부터 많은 사고가 있었다.
안전을 위해 트랙은 지속적으로 변형되어, 지금은 과거에 비해 5~6 km 정도 짧은 길이가 되었다.
현재는 포뮬러 원 독일 그랑프리, 유럽 그랑프리, 슈퍼바이크 월드 챔피언십 같은 유명 국제 대회부터 뉘르부르크링 24시, 뉘르부르크링 1000km와 같은 대회가 열리고 있다.
라인란트팔츠주 정부가 서킷을 소유하고 있으며, Nürburgring Automotive GmbH사가 서킷의 운영을 담당하고 있다.
경기가 없는 날에는 일반인에게 서킷을 개방하고 있다. 최근에는 일반인들이 체험할 수 있는 프로그램이 많이 개발되었다.
드라이빙 아카데미, 박물관 등을 운영하고 록 암 링같은 록 페스티벌을 개최하기도 한다.

## 역사

### 초기(1920~1930)
뉘르부르크링의 시작은 1920년대로 거슬러간다. ADAC(Allgemeiner Deutscher Automobil-Club e.V.)는 1903년에 창립된 유럽 최대 규모의 자동차 클럽이다. 당시 ADAC은 아이펠레넨(Eifelrennen)이라는 경주를 열고 있었다. 아이펠레넨은 뉘르부르크 근방에 위치한 아이펠 산맥의 공공도로를 달리는 경주였다. 하지만 아이펠 산맥의 험난한 지형으로 전용 서킷의 필요성이 대두되었다.
이러한 필요성과 바이마르 공화국 정부의 실업자 구제사업이 맞물려 뉘르부르크링 건설이 시작되었다. 공사는 구스타프 아이클러(Gustav Eichler)의 설계를 바탕으로 1925년부터 2년동안 진행되었으며, 총 길이는 28.3km에 달했다. 공사에는 2천7백만 유로가 소모 되었고 총 2500명이 동원되었다.
1927년 완공에 맞춰 모토사이클 아이펠레넨이 열렸다.
뉘르부르크링 최초 레이스에는 만오천명의 관객이 모였다. 독일 전역에서 관객이 몰려들어 교통이 마비될 정도였다. 뉘르부르크링 최초의 경기 우승은 BMW의 토니 바우호퍼가 우승을 가져갔다.
다음해, 독일 그랑프리가 열림과 동시에 일반인들에게도 서킷을 개방하였다. 첫 그랑프리에서 Čeněk Junek 선수가 노르트슐라이페의 악명높은 Bergwerk에서 충돌사고로 사망하였다.
그 후로 각종 경기가 뉘르부르크링에서 열리게 되면서 'The Ring'이라는 별명이 생긴다. 당시에 대규모 경기는 노르트슐라이페와 쥐트슐라이페를 모두 사용하였고, 소규모 경기는 쥐트슐라이페에서 열렸다.
1930년대 대공황 속에서도 불구하고, 뉘르부르크링의 경기는 해마다 방문객이 늘고 인기는 날로 높아져 갔다. 1934년 그랑프리에선 메르세데스 벤츠의 디자인에 결정적인 영향을 미치는 실버 애로우가 등장하여 우승을 거머쥐었다.

### 뉘르부르크링의 황금기(1950~1970)
뉘르부르크링의 역사는 순조롭게 흘러가는 듯 했으나 제2차 세계 대전이 일어나면서, 1940년대에는 제대로 된 경기가 이루어지지 못했다. 하지만 2차대전 종전 후 뉘르부르크링은 황금기에 접어든다. 종전 후 트랙의 보수 공사가 이뤄졌고 1951년 FIA의 공식 인증을 받아 포뮬러 원 트랙으로 선정된다. 동시에 유럽 그랑프리, 뉘르부르크링 1000 km 등 각종 대규모 경기도 개최되었다. 게다가 후안 마누엘 판지오(Juan Manuel Fangio), 재키 스튜어트(Jackie Stewart)와 같은 전설적인 드라이버의 등장으로, 뉘르부르크링의 국제적 관심과 인기는 날로 높아만 갔다. 1960년대에는 스포츠카와 프로토 타입을 위한 투어링 카 챔피언십이 신설됐다. 1961년에는 10만명의 관중이 운집하는 대성황을 이루었다.
1970년대에는 편의 시설이 대폭 확충되었고, 국제적인 이벤트가 많이 열렸다. 1971년에는 관객 수가 13만명을 기록한다. 하지만 고저차와 좁은 노폭으로 인해 많은 사고가 일어났다. 재키 스튜어트는 뉘르부르크링에 'The Green Hell'이라는 별명을 붙였다. 하지만 위험하고 어려운 서킷이라는 점이 뉘르부르크링의 매력을 더해 갔고, 뉘르부르크링에서 신기록을 수립한 드라이버는 링마이스터(Ringmeisters)의 칭호를 얻게 되었다.
하지만 언제나 순조롭지만은 않았다. 1970년 피어스 커리지(Piers Courage) 선수가 포뮬러 원 네덜란드 그랑프리에서 사망하면서, F1 선수들은 뉘르부르크링이 안전성을 고려해 서킷을 만들지 않으면 트랙에서 달리지 않겠다고 보이콧을 한다. 이를 계기로 포뮬러 원 독일 그랑프리는 호켄하임링으로 넘어가게 된다. 그 후 트랙 보수를 통해 안전성을 강화하고 다시 한 번 포뮬러 원을 개최할 기회를 얻게 되지만 1976년 니키 라우다(Nik" Lauda)의 페라리가 뉘르부르크링에서 전복되어 화재 사고가 발생한다. 당시 화재 진화로 인해 뿌려진 소화기 가스까지 흡입하여 폐 세척까지 한 끝에 니키 라우다는 극적으로 살아 남아 1985년까지 현역에서 활동했지만, 뉘르부르크의 이미지는 심각하게 타격을 받았다. 당사자인 니키 라우다를 필두로 포뮬러 원 드라이버들이 뉘르부르크링을 보이콧하게 된다. 결국 빈번한 사고로 논쟁거리가 되던 뉘르부르크링은 이를 계기로 포뮬러 원 서킷에서 제외되고 만다.

### GP-슈트레케의 탄생(1984)부터 현재까지
포뮬러 원에서 퇴출당하였지만 VLN 내구레이스, 뉘르부르크링 24시 등 여러 경기는 여전히 개최되었다. 포뮬러 원 퇴출의 치욕을 씻기 위해, 1984년 뉘르부르크링은 포뮬러 원 서킷 대규모 공사를 감행한다. 기존의 쥐트슐라이페와 피트공간을 활용해 GP-슈트레케를 만들었다. 기존의 서킷에 비해 안전성이 높아졌고 노폭과 고저차 변화도 눈에 띄게 줄어들었다. 완공에 맞춰 다시한번 뉘르부르크링에서 포뮬러 원이 열렸고, 그 후로 뉘르부르크링 1000 km, DTM, 독일 그랑프리 등 다양한 경기를 성공적으로 개최하였다.
2002년에는 안전을 위해 GP-슈트레케의 트랙이 약간 수정된다. 2009년에는 '뉘르부르크링 2009'라는 사업이 진행된다. 그 결과 테마파크, 호텔, 카지노, 대형 식당 등이 새롭게 들어왔다. 또 페라리, 애스턴마틴, 닛산 등의 업체가 입주한 모터스포츠 몰도 생겼다. 뉘르부르크링 2009 사업 이후로 다양한 이벤트 및 여행상품을 개발해 관광객을 유치하려는 노력을 하고 있다.

## 서킷

### 노르트슐라이페
보통 뉘르부르크링 하면 노르트슐라이페를 뜻하는 경우가 많다. 그만큼 뉘르부르크링의 상징적인 서킷이라 할 수 있다. 초기에는 총 길이 22.8 km, 160개 코너로, 장거리 경주를 위해 만들어졌다. 70년대 잦은 사고로 코너수를 줄이고 노폭을 늘리는 공사가 수차례 이루어졌다. 현재는 20.8 km, 154개 코너로 이루어져 있다. 하지만 다른 서킷에 비하면 고저차가 크고 코너가 많은 어려운 코스다. 코너의 대대적인 개량으로 인명사고는 일어나지 않지만, 대회마다 자잘한 사고가 일어나는 곳이다. 최근에는 내구 레이스 및 투어링 카 경주가 열리고 있다.

뉘르부르크링 서킷의 낙서

노르트슐라이페는 서킷이 아니라 일반도로이며 일방통행 도로로 지정되어 있다. 일반적으로 속도 제한은 없지만, 몇몇 위험한 구간에서만 속도 제한이 존재한다. 사고가 나거나, 위험한 경우에는 경찰과 헬리콥터가 출동해 교통을 통제하기도 한다. 트랙에서는 많은 낙서를 볼 수 있는데, 대부분 사고로 사망하거나 다친 드라이버를 기리기 위한 내용이 써져 있다. 최근에는 광고나, 그림낙서 등 다양한 낙서가 생겼다. 뉘르부르크링 24시 같은 장시간 진행되는 경기에서, 관객들이 서킷 주변에서 캠핑을 하면서 트랙에 낙서를 하기도 한다. 노르트슐라이페는 뉘르부르크 성을 둘러싸고 있는데, 마지막 직선구간에서 뉘르부르크 성을 볼 수 있다.
노르트슐라이페의 수 많은 코너들은, 주변 지형 또는 드라이버의 이름을 따 지어진 경우가 많다. 그중에서도 특별히 유명한 코너들이 있다. Bergwerk 코너는 악명 높기로 유명하다. 긴 가속구간에 이어 급격하게 꺾이는데다가 노폭도 좁기 때문에 매우 까다로운 구간이다. 1976년 니키 라우다 선수의 차가 전복된 곳이 바로 이 코너다. 그의 이름을 따 Lauda Links라고 불리기도 한다. Caracciola Karussell라 불리는 코너도 유명하다. 헤어핀 형태의 코너로 진입구간에서는 코너가 전부 보이지 않기 때문에 빠르게 주행하기가 어려운 구간이다.
노르트슐라이페의 랩타임을 차량의 성능과 드라이버의 실력을 평가하는 좋은 척도가 된다. 그래서 랩타임 기록을 깨기위한 수많은 노력이 있었고, 그 실력을 인정받은 드라이버는 링마이스터 칭호를 받을 수 있었다. 지금까지 트랙에 변화가 여러번 있었기 때문에, 1920년대부터 통용되는 공식 순위는 없으나, 트랙 개량에 따라 랩 타임 순위가 나뉘어 있다.
지금까지 가장 빠른 기록은 6분 11초 13로, 1983년에 뉘르부르크링 1000km에서 스테판 벨로프 선수가 포르쉐 956으로 기록하였다.
현재는 노르트슐라이페에서 메이저 경기가 열리지 않기 때문에, 스테판 벨로프 선수의 기록보다 빠른 기록은 없다. 하지만 2018년 6월 29일 르망 24시
에서 은퇴한 포르쉐는 LMP1에 출전했던 919 하이브리드(V4 2.0L 터보엔진 + MGU-K 유닛)를 개량하여 총 출력 900(500 + 400)마력에서 1160(720 + 440)마력으로 엔진을 튜닝하고 경량화를 한 919 Evo로 티모 베른하르트 드라이버의 운전하에 5분 19초 546의 앞으로 수십년간 깨지지 않을 대기록을 세웠다. 레이스카를 제외한 차량 중 가장 빠른 기록은 포르쉐 911 GT2 RS 가 세운 6분 47초이다.

### GP-슈트레케
GP-슈트레케는 1984년 공사를 통해 새로 만들어진 트랙이다. 1984년 이전에는 쥐트슐라이페라는 이름의 트랙이 있었다. 기존의 피트공간과 쥐트슐라이페의 일부분을 사용해 GP-슈트레케가 탄생한다. GP는 그랑프리의 약자로, 처음부터 포뮬러 원 개최를 목표로 만들어졌다.
과거에 비해 크기는 많이 줄어들었고 안전성을 높이는 방향으로 건설되었다. 하지만 이 때문에, 당시에는 GP-슈트레케는 뉘르부르크링의 진가를 발휘할 수 없다는 의견도 있었다. 하지만 그 후 포뮬러 원, 룩셈부르크 그랑프리, 유럽 그랑프리를 성공적으로 개최해나가면서, 지금은 노르트슐라이페에 못지 않는 국제적으로 유명한 서킷이 되었다. 현재 쥐트슐라이페의 일부분은 남아있으나 트랙으로 사용되지 않고 있다.
GP-슈트레케는 다양한 경기에 사용되는데, 그에 따라 서킷을 변형하여 사용한다
이 때문에 경기마다 사용하는 코스가 다르며, 때에 따라 코스를 바꿔 진행하는 경기도 있다.
현재는 포뮬러 원 독일 그랑프리, 뉘르부르크링 1000 km, 유럽 그랑프리, 슈퍼바이크 월드 챔피언십 등이 GP-슈트레케를 사용한다.
다른 그랑프리 서킷에 비교하면 평균 속도가 빠른 서킷은 아니다. 하지만 까다로운 코너와 느린 평균속도 때문에 대회에서는 화려한 추월장면이 기대되는 서킷으로 손 꼽힌다.
GP-슈트레케는 16개의 코너가 있는데, 그중에는 유명 드라이버의 이름을 딴 코너가 존재한다.
대표적인 예로 9번, 10번 코너에는 미하엘 슈마허의 이름을 따 슈마허 S라는 이름이 붙여졌고, 6번 코너는 독일 드라이버 세바스찬 베텔의 이름을 딸 예정이다.

### GP-슈트레케의 변형

### 트랙의 변천사

1927~1966년
1967~1972년
1973~1983년
1984~1994년
1995년~2001년
2002년~현재

## 위상
뉘르부르크링은 험난한 지형과 난이도로 다양한 메이커들이 차량 성능을 실험하기 위해 찾는 코스다. 각종 코너와 고저차가 어우러져 뉘르부르크링 1랩은 일반도로 2,000km를 달린 부하가 걸린다. 그렇기 때문에 뉘르부르크링의 기록은 기록 그 자체가 타이어, 차량, 엔진의 성능을 나타내는 수치가 된다. 양산차 스포츠카 할 것 없이 다양한 차의 성능을 평가하기 위해 많은 회사들은 개발단계부터 뉘르부르크링을 이용한다. 이 때문에 랩 타임 자체를 마케팅으로 사용하기도 한다.
포르쉐를 비롯한 독일 메이커들은 일찍이 뉘르부르크링에 주목하고 있었다. 2003년에는 재규어, 애스턴 마틴등의 메이커도 테스트 센터를 개설했다. 이뿐 아니라 타이어 메이커 회사들이 트랙을 빌려 사용하기도 한다. 2010년까지 포뮬러 원에 타이어를 공급하던 브리지스톤이 포르쉐용 타이어 개발을 뉘르부르크링에서 했던 사실은 유명하다.
렉서스의 lexus LFA Nürburgring Package와 같이, 존경의 의미로 스포츠카 모델명에 뉘르부르크링이 들어가 있는 경우도 있다.
2011년에는 한국타이어와 금호타이어가 후원하는 팀이 뉘르부르크링 경기에서 우승을 거두자 국내 언론이 큰 관심을 가지기도 했다.
모토스포츠 팬들에게는 뉘르부르크링은 최고의 모토스포츠를 제공하는 공간이다. 3대 내구레이스로 꼽히는 뉘르부르크링 24시 같은 레이싱부터 독일 그랑프리 등은 매년 수십만명의 관객을 불러모은다. 이외에도 각종 체험시설과 편의시설로 모터스포츠에대한 관심을 불러일으키는데 노력하고 있다. 과거 70년대에 Green Hell이라 불리던 뉘르부르크링은 현재 독일 모토스포츠와 역사를 함께한 유서깊고 가치있는 서킷으로 손꼽힌다.

## 레이싱 경기

### 포뮬러 원
국제 자동차 연맹 FIA(Federation Internationale de l'Automobile)에서 주최하는 포뮬러 원은 뉘르부르크링에서 열리는 행사 중 가장 큰 규모를 자랑한다. 초창기에는 노르트슐라이페에서 독일 그랑프리가 개최되었다. 50년대에 들어, 독일 그랑프리가 포뮬러 원에 병합 되었다. 70년대에는 잦은 사고로 트랙을 많이 고쳤으나, 아직은 위험하다는 판단으로 한 때 호켄하임링으로 포뮬러 원 독일 그랑프리 개최지가 바뀌게 된다. 1980년대 대대적인 보수를 통해 GP-슈트레케가 탄생한 이후, 포뮬러 원은 뉘르부르크링에서 열리게 된다. 2007년에 FIA는 독일 그랑프리는 뉘르부르크링과 호켄하임링을 번갈아 사용할 것이라고 선언하였다.
2008~2010년에는 호켄하임링이 심각한 적자를 겪어 포뮬러 원 개최를 포기하는 듯 싶었으나, 2011년부터 정부의 도움으로 흑자를 기록하면서
앞으로도 포뮬러 원 독일그랑프리는 뉘르부르크링과 호켄하임링에서 번갈아가며 열릴것으로 보인다.
포뮬러 원 그랑프리중에선 10번째로 열리며 대부분 7월 후반에 개최된다. 뉘르부르크링에서 가장 최근에 열린 경기는 2011년 7월 24일이며, 당시 우승자는 메르세데스 벤츠 팀의 루이스 해밀턴이다. 2012년은 호켄하임링에서 7월 22일 개최된다.

### 뉘르부르크링 24시
뉘르부르크링 24시는 1970년대 ADAC에 의해 생겨난 내구 레이스며, 르망 24시 벨기에 SPA24시와 함께 세계 3대 내구레이스로 손꼽히는 경기다. 이름에서 알 수 있듯이 24시간동안 지속되는 내구레이스이며, 매해 참가 차량만 200대가 넘고 연간 관객은 25만명을 넘는다.(2012년부터 최대 참가 차량은 190대로 제한되었다.) 코스는 노르트슐라이페와 GP-슈트레케를 연결하여 사용한다. 프로가 아닌 아마추어를 겨냥한 경기며 동시에 국제 경기로 진행된다. 공식 언어는 독일어와 영어다. 초고속 직선구간과 복잡한 코너가 있어, 다양한 메이커들이 테스트 차량의 성능을 실험하기 위한 목적으로 참가하곤 한다.

### 뉘르부르크링 1000km
뉘르부르크링 1000km는 ADAC에 의해 1953년에 만들어진 내구레이스다. 과거에는 노르트슐라이페를 이용하며, 44~47 랩을 달렸다. 1984년부터는 GP-슈트레케를 사용한다. 초기에는 다른 유명 레이스에 밀려, 선수와 관객으로부터 관심이 적은 경기였다. 하지만 지속적으로 인기가 올라, 1970년대에 뉘르부르크링이 포뮬러 원에서 퇴출당하고 나서도 그 인기는 여전했다. 최근에는 르망 시리즈의 일부로 운영되고 있다.

### 슈퍼바이크 월드 챔피십
슈퍼바이크 월드 챔피언십은 FID(국제 모토사이클링 협회)에서 주관하는 모터사이클 경주다. 1988년부터 시작된 슈퍼바이크 월드 챔피언십은 총 7개 팀이 참가해 최고의 선수와 제조사를 가리는 경기다. 미국 호주 유럽의 총 14개 트랙에서 경기가 열리며, 독일에서는 12번째로 9월달에 개최된다. 트랙은 GP-슈트레케를 사용한다.

## 프로그램

### 드라이빙 아카데미
드라이빙 아카데미는 드라이버를 교육하는 프로그램이다. 전문적인 교육과정이 있고, 일반인들을 위한 과정도 있다. 그 종류로는 전문 드라이버와 동반하여 체험 Co-Pilot rides부터 노르트슐라이페 주행 교육 및 전문 드라이버 교육 프로그램, 드리프트 교육, 안전 교육 등이 있다.
드라이빙 아카데미의 레이싱 교육을 수료하면, 독일 모토스포츠 협회에서 제공하는 국가 자격증을 획득할 수도 있다.
가격은 프로그램 별로 최저 100 유로에서 1990 유로까지 매우 다르다. 대부분의 프로그램은 레이싱에 흥미있는 일반인을 대상으로 한 경우가 많다. 모든 교육은 동시에 이뤄지지 않고 수강인원과 행사 일정에 따라 변동이 있다. 공식 웹 사이트에서는 드라이빙 아카데미 프로그램 소개 영상과 수강자의 운전을 기록한 영상을 제공하고 있다.

### 트랙 투어
트랙 투어는 일반인이 뉘르부르크링의 트랙을 직접 운전해 볼 수 있는 프로그램이다. 뉘르부르크링 초창기부터 일반인들에게 서킷을 개방하는 것이 이어져 오고 있다. 노르트슐라이페와 GP-슈트레케 모두 개방하지만, 개장시간과 티켓은 별도이다.
노르트슐라이페는 주중에는 밤6시~9시, 주말에는 낮 8시~ 밤 7시에 개장한다. 노르트슐라이페 티켓 가격은 1랩에 26유로 4랩에 95유로이며, 연간 회원권은 1445유로다.
GP-슈트레케는 상대적으로 많은 경기에 사용되는 만큼 화요일, 수요일 밤 6시~8시에 개장한다. GP-슈트레케 티켓 가격은 20분에 40유로, 40분에 75유로다.
티켓은 온라인 예약이 가능하다. 개장일 및 시간은 경기 및 교육 프로그램에 따라 달라진다.
트랙 투어는 차량 대여는 하지 않고 있다. 하지만 전문 드라이버가 운전을 하는 BMW M5 차량을 타고(2011년부터 임시적으로 BMW M3로 차량 교체됨) 북쪽 코스를 체험하는'BMW-Ring Taxi' 서비스가 있다. 가격은 216유로로 최대 3인까지 동반 탑승 가능하다.

### 록 암 링(Rock am Ring)
록 암 링은 뉘르부르크링에서 개최하는 록 페스티벌이다. 연간 15만명 이상의 관중이 몰리는 독일 최대의 음악 축제이다. GP-슈트레케가 완공된 다음해인 1985년부터 시작하였다.

## 뉘르부르크링 2009
뉘르부르크링 2009는 2007년에 시작해 2009년에 끝난 대규모 프로젝트다. 이 프로젝트는 대형 관중석과 레져파크를 통해 관광객의 유치와 복합적인 문화공간을 제공하기 위해 시작되었다. 레져파크는 박물관과 컨벤션 센터 그리고 롤러코스터 등으로 구성되어 있다.
박물관의 이름은 ring°werk이다. 이곳에서는 뉘르부르크링의 역사와 레이싱 이벤트의 진행 방식 등을 체험할 수 있다. 과거 유명 레이싱카의 전시장과 링 마이스터의 밀랍인형도 전시하고있다. 이뿐 아니라 게임 및 영상, 카트 이용권 등을 패키지로 제공해 어린이와 가족이 방문하는 것에 초점을 둔 서비스를 많이 제공하고 있다.
ring°werk 건물 지하에는 카트장도 있다. 총 길이 400m의 규모이며, 최소 이용 조건은 8살 이상, 그리고 신장 120cm이상이다. 카트는 RIMO alpha를 사용한다. 주중에는 카트장을 대여할 수도 있다.
ring°werk 옆에는 ring°boulevard이라 불리는 컨벤션 센터가 있다. 내부에는 유명 브랜드의 모토스포츠 몰부터 기념품 판매점, 전시장, 오락실, 식당 등 다양한 시설이 있다.
레져파크는 ring racer라 불리는 초 고속 롤러코스터도 포함하고 있다. 하지만 2009년 완공 직후 두번의 사고가 있었다. 그 후 일시적으로 운행을 중단하였고 2012년부터 다시 운행을 시작했다.
뉘르부르크링 2009 사업은 동시에 숙박시설도 건설하였다. Eifeldorf Green Hell는 레져파크 맞은편에 위치한 시설이다. 호텔과 식당이 있으며 'Spring Break Europe', '24h Racer's Night' 등 다양한 행사를 개최하고 있다.
또 레져파크 옆에는 린트너 호텔의 체인점이 건설되었다. 총 154개의 방이 있으며, 모든 방에는 유선/무선 인터넷을 제공하고 소음처리가 되어있다. 비지니스와 이코노미는 50유로 중반으로, 독일 내의 다른 린트너 호텔과 비교했을 때 상대적으로 저렴한 가격이다. 메이저 경기때 관객이 몰리는 것을 고려해, 평소에도 즐길 수 있는 여가 시설을 많이 구비하고 있다. 골프장, 스키장뿐 아니라 지하에는 카지노 또한 운영중이다. 그 외에도 여행패키지, 미용 서비스 등 도 제공한다.

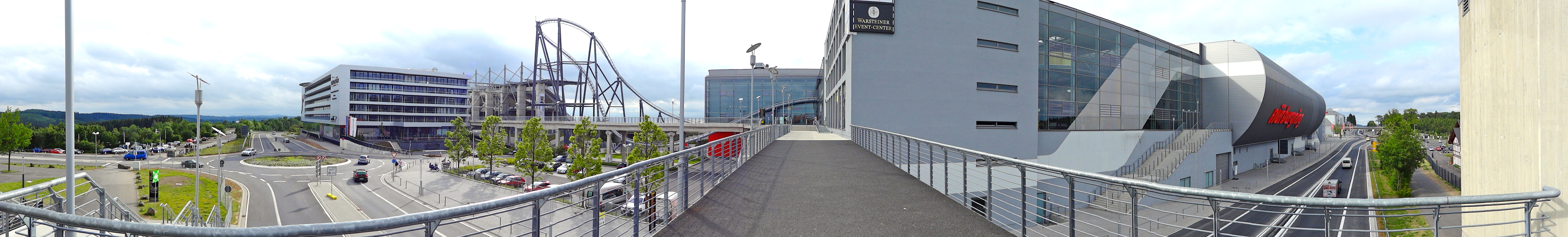
뉘르부르크링 2009로 건설된 건물들. 좌측부터 우측으로 린트너호텔, ring racer, ring boulevard, ring werk이다.

### Save the Ring
Save the Ring은 뉘르부르크링 2009 사업으로 시작된 레져파크의 운영에 반대하는 운동이다. 처음에는 민간투자로 시작될 예정이었으나, 과장된 수치로 자금이 부족하자 3억 5천만 유로의 공공투자가 이뤄졌다. 그 후로 관광객을 유치하지 못하면서, 라인란트팔츠 주의 재정부 장관과 운영사인 Nürburgring GmbH의 대표가 사임하게 된다. 이후에, Nürburgring GmbH는 레져파크를 폐쇄할 예정이었으나, 린트너 호텔에게 지분을 팔아 재정 적자를 메꾸게 된다. 그 과정에서 린트너호텔이 Nürburgring GmbH의 지분을 많이 확보하여 실질적인 경영권을 획득하게 된다. 그 후로 모토스포츠와 상관없는 행사나 체험이벤트가 많이 생겨났고 여행 패키지 상품이 지나치게 비싸다는 이유로, 모토스포츠 팬들로부터 많은 비난을 받았다.
Save the Ring은 뉘르부르크링을 되살리자는 구호하에 레져파크와 트랙의 운영을 분리시키는 것을 주장하고, 뉘르부르크의 지역경제와 모토스포츠의 성지인 뉘르부르크링의 위상을 되살리자는 운동이다. 현재도 Save the Ring 운동은 진행 중이다.

## 트리비아
1. 뉘르부르크링은 영국의 탑 기어 촬영지로 사용된 적이 있다.[32]
2. 레이싱 게임 중 고담레이싱, 그란투리스모, 니드포 스피드,  F1 시리즈에 등장한다.[33]
3. 2013년작 영화 영화 Rush의 촬영지로 사용되었다.[34]
4. 링택시 드라이버 중에는 여성 드라이버가 있다. 이름은 사빈 슈미츠로 퀸 오브 더 링으로 불린다. 2011년 링 택시 드라이브에서 은퇴하였다.[35]

## 같이 보기
- 포뮬러 원 서킷 목록
- 스파프랑코르샹 서킷